# Nati nel 1913/Marzo
| Questa pagina contiene informazioni ricavate automaticamente dalle voci biografiche con l'ausilio del template Bio e di un bot. L'aggiornamento è periodico e automatico e ricostruisce completamente la pagina. Se manca una persona in questa lista, sei pregato di non aggiungerla, ma accertati piuttosto che la sua voce biografica contenga il template Bio e che i dati anagrafici siano correttamente compilati. Se il template Bio manca, inseriscilo tu stesso o, in alternativa, metti l'avviso {{tmp\|Bio}} che ne segnala la mancanza. Se i dati riportati sono sbagliati, correggi direttamente la voce biografica; le modifiche saranno visibili in questa lista entro pochi giorni. Per chiarimenti vedi il progetto biografie. La lista contiene solo le 172 persone che sono citate nell'enciclopedia e per le quali è stato implementato correttamente il template Bio. Pagina aggiornata al 26 lug 2025. |

- 1º marzo - Slobodan Anđelković, calciatore jugoslavo († 1985)
- 1º marzo - Nathan Bor, pugile statunitense († 1972)
- 1º marzo - Giovanna Bortolato, cestista italiana
- 1º marzo - Helmut Gernsheim, fotografo e storico tedesco († 1995)
- 1º marzo - Giuseppe Nirta, mafioso italiano († 1995)
- 1º marzo - Ólafur Jóhannesson, politico islandese († 1984)
- 1º marzo - Hans Schwartz, calciatore tedesco († 1991)
- 1º marzo - Max Tosi, poeta italiano († 1988)
- 2 marzo - Gino Barbieri, economista e storico italiano († 1989)
- 2 marzo - Georgij Nikolaevič Flërov, fisico sovietico († 1990)
- 2 marzo - Falk Harnack, regista e sceneggiatore tedesco († 1991)
- 2 marzo - Duke Nalon, pilota automobilistico statunitense († 2001)
- 3 marzo - Teodosio Aimoni, politico italiano († 1982)
- 3 marzo - Roger Caillois, scrittore, sociologo e antropologo francese († 1978)
- 3 marzo - Manuel Gonzales, fumettista statunitense († 1993)
- 3 marzo - Vincenzo Guidotti, pittore, incisore e poeta italiano († 2001)
- 3 marzo - Pavel Komarov, calciatore sovietico († 1972)
- 3 marzo - Hugo Lamanna, calciatore e allenatore di calcio argentino († 1991)
- 3 marzo - Margaret Bonds, pianista, compositrice e arrangiatrice statunitense († 1972)
- 3 marzo - Luis Miró, allenatore di calcio e calciatore spagnolo († 1991)
- 3 marzo - Giovanni Rossi, partigiano italiano († 1944)
- 3 marzo - Harold J. Stone, attore statunitense († 2005)
- 4 marzo - Taos Amrouche, scrittrice e cantante berbera († 1976)
- 4 marzo - Jean Bourgoin, direttore della fotografia francese († 1991)
- 4 marzo - Giorgio Buila, calciatore italiano († 1976)
- 4 marzo - Sebastiano Carta, pittore e poeta italiano († 1973)
- 4 marzo - John Garfield, attore statunitense († 1952)
- 4 marzo - Aris Konstantinidis, architetto greco († 1993)
- 4 marzo - Gisella Monaldi, attrice italiana († 1984)
- 5 marzo - Aristide Barilli, pittore e giornalista italiano († 2009)
- 5 marzo - Ada Colangeli, attrice italiana († 1992)
- 5 marzo - Gangubai Hangal, cantante indiana († 2009)
- 5 marzo - Tibor Kemény, allenatore di calcio e calciatore ungherese († 1992)
- 5 marzo - Bernhard Neutsch, archeologo tedesco († 2002)
- 5 marzo - Josef Stroh, allenatore di calcio e calciatore austriaco († 1991)
- 6 marzo - Luigi Dassogno, politico italiano († 1995)
- 6 marzo - Aleksandr Ivanovič Pokryškin, militare e aviatore sovietico († 1985)
- 6 marzo - Raffaele Pontecorvo, pittore italiano († 1983)
- 7 marzo - Harry Andersson, calciatore svedese († 1996)
- 7 marzo - Arialdo Banfi, politico e partigiano italiano († 1997)
- 7 marzo - Lorenzo Morbelli, calciatore italiano († 1964)
- 7 marzo - André Zirnheld, militare francese († 1942)
- 8 marzo - Mouloud Feraoun, scrittore algerino († 1962)
- 8 marzo - Luda Schnitzer, scrittrice e giornalista francese († 2002)
- 8 marzo - Tripoli Torrini, fantino italiano († 2014)
- 9 marzo - Attilio Bulgheri, calciatore italiano († 1995)
- 9 marzo - Ed Mullen, cestista e allenatore di pallacanestro statunitense († 1988)
- 9 marzo - Remo Teglia, medico e scrittore italiano († 1975)
- 10 marzo - Robert Bernard, calciatore tedesco († 1990)
- 10 marzo - Giuseppe Grigoletto e Savino Pasqualato, partigiano italiano († 1945)
- 10 marzo - Ray Morstadt, cestista statunitense († 1965)
- 10 marzo - Adam Schaff, filosofo polacco († 2006)
- 10 marzo - Alcide Ivan Violi, calciatore e allenatore di calcio italiano († 1996)
- 12 marzo - Teobaldo Depetrini, calciatore e allenatore di calcio italiano († 1996)
- 12 marzo - Antoine Franceschetti, calciatore e allenatore di calcio francese
- 12 marzo - Ernst Lörtscher, calciatore svizzero († 1994)
- 12 marzo - Agathe von Trapp, cantante e scrittrice austriaca († 2010)
- 13 marzo - Josef F. Blumrich, ingegnere austriaco († 2002)
- 13 marzo - William Joseph Casey, agente segreto e politico statunitense († 1987)
- 13 marzo - Shōko Ema, poetessa e paroliera giapponese († 2005)
- 13 marzo - Paul Grice, filosofo inglese († 1988)
- 13 marzo - Olga Jensch-Jordan, tuffatrice tedesca († 2000)
- 13 marzo - Joe Kelly, pilota automobilistico irlandese († 1993)
- 13 marzo - Sergej Vladimirovič Michalkov, scrittore, poeta e librettista sovietico († 2009)
- 13 marzo - Tessie O'Shea, attrice e cantante gallese († 1995)
- 13 marzo - Giannīs Pappas, scultore e pittore greco († 2005)
- 13 marzo - Lightnin' Slim, cantautore e chitarrista statunitense († 1974)
- 13 marzo - Elio Trenta, inventore italiano († 1934)
- 13 marzo - Nína Tryggvadóttir, artista e poetessa islandese († 1968)
- 14 marzo - André Busch, pallanuotista francese († 1991)
- 14 marzo - Vlasta Foltová, ginnasta cecoslovacca († 2001)
- 14 marzo - Georgi Gulia, scrittore abcaso († 1989)
- 14 marzo - Osvaldo Moles, giornalista, conduttore radiofonico e paroliere brasiliano († 1967)
- 14 marzo - Carlo Alberto Quario, calciatore e allenatore di calcio italiano († 1984)
- 14 marzo - Giuseppina Re, politica italiana († 2007)
- 14 marzo - Jack Sher, regista, sceneggiatore e produttore cinematografico statunitense († 1988)
- 15 marzo - Macdonald Carey, attore statunitense († 1994)
- 15 marzo - Ardito Cristiani, militare e aviatore italiano († 2002)
- 15 marzo - Jack Fairman, pilota automobilistico inglese († 2002)
- 15 marzo - Ramón Gabilondo, calciatore e allenatore di calcio spagnolo († 2004)
- 15 marzo - Josef Hanauer, teologo e giornalista tedesco († 2003)
- 16 marzo - Guido Corbelli, calciatore e allenatore di calcio italiano († 1994)
- 16 marzo - Maria Pasquinelli, attivista italiana († 2013)
- 17 marzo - Baby Arizmendi, pugile messicano († 1962)
- 17 marzo - Alfonso Artioli, illustratore, pittore e umorista italiano († 1986)
- 17 marzo - Arnaldo Badodi, pittore italiano († 1943)
- 17 marzo - Luc Dietrich, scrittore, poeta e fotografo francese († 1944)
- 17 marzo - Harald Edelstam, diplomatico svedese († 1989)
- 17 marzo - Mario Puppo, critico letterario italiano († 1989)
- 17 marzo - Marcello Rossi, baritono italiano († 1998)
- 17 marzo - Abele Saba, giornalista italiano († 1992)
- 17 marzo - Clay Shaw, imprenditore, agente segreto e militare statunitense († 1974)
- 17 marzo - Victor Stoloff, regista, sceneggiatore e produttore cinematografico russo († 2009)
- 17 marzo - Antonio Valese, calciatore e allenatore di calcio italiano († 1986)
- 18 marzo - René Clément, regista francese († 1996)
- 18 marzo - Reinhard Hardegen, militare e politico tedesco († 2018)
- 18 marzo - Werner Mölders, militare e aviatore tedesco († 1941)
- 18 marzo - Frank Wismayer, pallanuotista maltese († 2003)
- 18 marzo - Manuel dos Anjos, calciatore portoghese
- 19 marzo - Michel Brusseaux, calciatore e allenatore di calcio francese († 1986)
- 19 marzo - Nello Falaschi, giocatore di football americano statunitense († 1986)
- 19 marzo - Giuseppe Morosini, presbitero e partigiano italiano († 1944)
- 19 marzo - Giuseppe Pavan, calciatore italiano
- 19 marzo - Rudolf Pribiš, scultore slovacco († 1984)
- 19 marzo - José Villanueva, pugile filippino († 1983)
- 20 marzo - Jānis Rozītis, calciatore lettone († 1942)
- 20 marzo - Nikolai Stepulov, pugile estone († 1968)
- 21 marzo - George Abecassis, pilota automobilistico britannico († 1991)
- 21 marzo - Emilio Alonso, cestista cubano († 1998)
- 21 marzo - Franz Brunner, pallamanista austriaco († 1991)
- 21 marzo - Rousseau Hayner Flower, paleontologo statunitense († 1988)
- 21 marzo - Floyd Hamilton, criminale statunitense († 1943)
- 21 marzo - Guillermo Haro, astronomo messicano († 1988)
- 21 marzo - Ivan Goran Kovačić, scrittore, giornalista e partigiano croato († 1943)
- 21 marzo - Salvatore Perrucci, calciatore italiano († 1975)
- 21 marzo - Alfred Picard, calciatore tedesco († 1945)
- 21 marzo - Enrico Reposi, giornalista, scrittore e poeta italiano († 1959)
- 21 marzo - Pietro Righi, calciatore italiano († 1962)
- 21 marzo - Claude Venard, pittore francese († 1999)
- 22 marzo - Giuseppe Cimicchi, militare e aviatore italiano († 1992)
- 22 marzo - Sabiha Gökçen, aviatrice turca († 2001)
- 22 marzo - Max Hofmeister, calciatore austriaco († 2000)
- 22 marzo - Paweł Stok, cestista polacco († 1993)
- 22 marzo - George Svendsen, giocatore di football americano, cestista e allenatore di pallacanestro statunitense († 1995)
- 22 marzo - Lew Wasserman, imprenditore statunitense († 2002)
- 22 marzo - James Westerfield, attore statunitense († 1971)
- 23 marzo - Ebore Canella, ginnasta italiana († 1961)
- 23 marzo - Piero Chiara, scrittore italiano († 1986)
- 23 marzo - Sixto Escobar, pugile portoricano († 1979)
- 23 marzo - Heinz Linge, militare tedesco († 1980)
- 23 marzo - Otello Migliosi, presbitero e religioso italiano († 1996)
- 23 marzo - Tobia Senoner, fondista italiano († 1980)
- 23 marzo - Gustav Sjöberg, calciatore e allenatore di calcio svedese († 2003)
- 24 marzo - Hermann Gramlich, calciatore tedesco († 1942)
- 24 marzo - Jean Paré, cestista svizzero
- 24 marzo - Giuseppe Petrilli, politico, politologo e economista italiano († 1999)
- 25 marzo - Dinu Adameșteanu, archeologo rumeno († 2004)
- 25 marzo - Raffaele Paparella Treccia, medico e mecenate italiano († 2009)
- 26 marzo - Paul Erdős, matematico ungherese († 1996)
- 26 marzo - Victor Majérus, calciatore lussemburghese († 1978)
- 26 marzo - Benito Ramos, schermidore messicano
- 26 marzo - Salme Rootare, scacchista estone († 1987)
- 26 marzo - Jacqueline Worms de Romilly, filologa classica e scrittrice francese († 2010)
- 27 marzo - Theodor Dannecker, militare e criminale di guerra tedesco († 1945)
- 27 marzo - Ernest Mengel, calciatore lussemburghese († 1968)
- 28 marzo - Giuseppe Codacci Pisanelli, politico e giurista italiano († 1988)
- 28 marzo - Kurt Dossin, pallamanista tedesco († 2004)
- 28 marzo - Jean-Marie Goasmat, ciclista su strada francese († 2006)
- 28 marzo - Régis Lepreux, sollevatore francese († 1979)
- 28 marzo - Tōkō Shinoda, artista giapponese († 2021)
- 28 marzo - José Sánchez del Río, santo messicano († 1928)
- 28 marzo - Kazuo Taoka, mafioso giapponese († 1981)
- 29 marzo - Georges Candilis, architetto, ingegnere e urbanista francese († 1995)
- 29 marzo - Niall MacGinnis, attore irlandese († 1977)
- 29 marzo - Anthony Oldham, militare britannico († 1992)
- 29 marzo - R. S. Thomas, poeta e scrittore gallese († 2000)
- 29 marzo - Jiří Weiss, regista cecoslovacco († 2004)
- 30 marzo - Marc Davis, disegnatore statunitense († 2000)
- 30 marzo - Giancarlo Genesini, calciatore italiano († 1977)
- 30 marzo - Jacques Grippa, politico belga († 1991)
- 30 marzo - Jacobus Haring, compositore di scacchi olandese († 1989)
- 30 marzo - Richard Helms, funzionario statunitense († 2002)
- 30 marzo - Frankie Laine, cantante statunitense († 2007)
- 30 marzo - Rudolf Noack, calciatore tedesco († 1947)
- 30 marzo - Pietro Perotti, calciatore italiano
- 30 marzo - Ċensu Tabone, politico e medico maltese († 2012)
- 30 marzo - Karl Wienert, geofisico tedesco († 1992)
- 31 marzo - Etta Baker, cantante e chitarrista statunitense († 2006)
- 31 marzo - Wesley Bennett, cestista statunitense († 2002)
- 31 marzo - Maria Josep Colomer i Luque, pioniere dell'aviazione spagnola († 2004)
- 31 marzo - Nives De Grassi, velocista italiana († 1986)
- 31 marzo - Walter Winterbottom, calciatore e allenatore di calcio inglese († 2002)